# Soczewka (Słoneczne Skały)
Soczewka – skała na wierzchowinie Wyżyny Olkuskiej. Znajduje się w grupie Słonecznych Skał na orograficznie prawym zboczu Doliny Szklarki, w obrębie miejscowości Jerzmanowice, w odległości około 2,2 km na południe od drogi krajowej nr 94 (odcinek z Krakowa do Olkusza). Należy do tzw. Ostańców Jerzmanowickich. Wszystkie ostańce wchodzące w skład Słonecznych Skał są pomnikami przyrody.
Soczewka znajduje się w grupie Sokołowych Skał pomiędzy Eternitem a Połacią Skwira. Ma wysokość do 14 m. Podobnie jak pozostałe Słoneczne Skały zbudowana jest z twardych wapieni skalistych. Ma ściany połogie, pionowe lub przewieszone z filarem.

## Drogi wspinaczkowe
Na Soczewce uprawiana jest wspinaczka skalna. Jest na niej 11 dróg wspinaczkowych o trudności od V+ do VI.5+ w skali polskiej. Wszystkie mają zamontowane stałe punkty asekuracyjne: ringi (r), stanowiska zjazdowe (st), dwa ringi zjazdowe (drz) lub pojedynczy ring zjazdowy (rz).

Soczewka I
1. Boska cząstka; 5r + st, VI.4+, 18 m
2. Narzędzie unieruchamiania czasu; 4r + drz, VI.5, 14 m
3. Obecność mitu; 6r + st, VI.3+/4, 14 m
4. Amnezja; 6r + drz, VI.4, 16 m

Soczewka II
1. Rudy Orm; 5r + rz, VI.3+, 14 m
2. Zacięcie do wspinania; 4r + rz, VI.1+, 14 m

Soczewka III
1. Puszka z Pandorą; 5r + drz, VI.4+, 12 m
2. Nothing Box; 6r + drz, VI.5+, 12 m
3. Orland Szalony; 4r + st, 12 m

Soczewka IV
1. Cylinder; 5r + st, V+, 12 m
2. Sfera; 5r + st, VI.1+, 12 m[3].

Między skałami Eternit i Soczewka znajduje się Szczelina w Słonecznych Skałach Czwarta.